# جام حذفی فوتبال ایتالیا ۱۹–۲۰۱۸
کوپا ایتالیا ۱۹–۲۰۱۸ که به دلایل حمایت مالی به‌عنوان جام TIM نیز شناخته می‌شود، هفتاد و دومین دورهٔ جام ملی در فوتبال ایتالیا بود.
یوونتوس مدافع عنوان قهرمانی بود که در چهار دورهٔ گذشته پیروز شد، اما در مرحلهٔ یک چهارم نهایی توسط آتالانتا حذف شد.
لاتزیو که قبل از رسیدن به فینال میلان را در نیمه نهایی و اینتر را در یک چهارم نهایی حذف کرده بود، با شکست دادن ۲–۰ آتالانتا در فینال، قهرمان این رقابت شد و در مجموع هفتمین عنوان خود را به‌دست آورد.